# Ушенин, Владислав Сергеевич
Владислав Сергеевич Ушенин (род. 12 мая 1992, Пермь, Россия) — российский хоккеист, нападающий. Брат-близнец Вячеслав также хоккеист.
Бронзовый призёр чемпионата высшей хоккейной лиги.

## Карьера
Семья Ушениных проживала в Перми. В 1997 году отца братьев пригласили работать в детскую команду «Металлурга» из Магнитогорска. Через некоторое время младшие братья начали выступать за команду 1991-92 годов рождения магнитогорского «Металлурга». В 2009-м году перебрались в фарм-клуб пермского «Молота».В 2012 году Владислав стал лауреатом месяца премии «Лучший нападающий» за декабрь. В 2014 году в составе «Молота-Прикамье» завоевал бронзовые награды чемпионата высшей хоккейной лиги. В мае брат Вячеслав был награждён призом «Лучший нападающий» сезона 2013—2014 высшей хоккейной лиги и разделил его с Владиславом. В межсезонье 2014 года вместе с братом перешёл в «Адмирал» взяв себе привычный 71 номер. В результате одного из самых крупных обменов в истории российского хоккея вместе с братом перешёл в «Амур».

## Статистика

### Клубная карьера
И = Игры; Г = Голы; П = Передачи; О = Очки; Ш = Штрафные минуты; +/- = Плюс/минус; ГБ = Голы в большинстве; ГМ = Голы в меньшинстве ; ГП = Победные голы
|                          |                          |       | Регулярный сезон | Регулярный сезон | Регулярный сезон | Регулярный сезон | Регулярный сезон | Регулярный сезон | Регулярный сезон | Регулярный сезон | Регулярный сезон | Регулярный сезон | Плей-офф | Плей-офф | Плей-офф | Плей-офф | Плей-офф | Плей-офф | Плей-офф | Плей-офф | Плей-офф | Плей-офф |
| Сезон                    | Команда                  | Лига  | Игр              | Г                | П                | Очк              | +/-              | Штр              | ГБ               | ГМ               | ГП               | М                | Игр      | Г        | П        | Очк      | +/-      | Штр      | ГБ       | ГМ       | ГП       | М        |
| ------------------------ | ------------------------ | ----- | ---------------- | ---------------- | ---------------- | ---------------- | ---------------- | ---------------- | ---------------- | ---------------- | ---------------- | ---------------- | -------- | -------- | -------- | -------- | -------- | -------- | -------- | -------- | -------- | -------- |
| 2009-10                  | Октан                    | РХЛ   | 48               | 13               | 12               | 25               | --               | 74               | --               | --               | --               | 3/7 (Урал)       | 0        | --       | --       | --       | --       | --       | --       | --       | --       | --       |
| 2010-11                  | Октан                    | РХЛ   | 39               | 20               | 18               | 38               | --               | 38               | --               | --               | --               | 2/6 (Урал)       | 0        | --       | --       | --       | --       | --       | --       | --       | --       | --       |
| 2011-12                  | Октан                    | МХЛ-Б | 9                | 7                | 6                | 13               | +10              | 18               | 3                | 1                | 0                | 1/7 (Центр)      | 11       | 2        | 6        | 8        | +8       | 18       | 1        | 0        | 0        | Чемпион  |
| 2011-12                  | Молот-Прикамье           | ВХЛ   | 41               | 6                | 12               | 18               | 0                | 22               | 0                | 0                | 0                | 12/23            | 0        | --       | --       | --       | --       | --       | --       | --       | --       | 1/8      |
| 2012-13                  | Октан                    | МХЛ   | 1                | 2                | 0                | 2                | 0                | 2                | 0                | 0                | 0                | 16/16 (Восток)   | 0        | --       | --       | --       | --       | --       | --       | --       | --       | --       |
| 2012-13                  | Молот-Прикамье           | ВХЛ   | 52               | 17               | 22               | 39               | +11              | 52               | 8                | 1                | 3                | 13/27            | 10       | 3        | 3        | 6        | +3       | 29       | 0        | 0        | 1        | 1/4      |
| 2013-14                  | Молот-Прикамье           | ВХЛ   | 50               | 15               | 15               | 30               | +11              | 50               | 4                | 0                | 4                | 2/26             | 15       | 7        | 4        | 11       | +6       | 10       | 3        | 0        | 1        | Бронза   |
| 2014-15                  | Адмирал (Владивосток)    | КХЛ   | 53               | 11               | 6                | 17               | +4               | 45               | 1                | 0                | 0                | 19/28            | 0        | --       | --       | --       | --       | --       | --       | --       | --       | --       |
| 2015-16                  | Амур (Хабаровск)         | КХЛ   | 57               | 14               | 11               | 25               | +4               | 18               | 3                | 0                | 3                | 25/28            | 0        | --       | --       | --       | --       | --       | --       | --       | --       | --       |
| Всего в КХЛ, Суперлиге   | Всего в КХЛ, Суперлиге   |       | 110              | 25               | 17               | 42               | +8               | 63               | 4                | 0                | 3                | 19/28            | --       | --       | --       | --       | --       | --       | --       | --       | --       | --       |
| Всего в ВХЛ, Высшая лига | Всего в ВХЛ, Высшая лига |       | 143              | 38               | 49               | 87               | +22              | 96               | 12               | 1                | 7                | 2/27             | 15       | 10       | 7        | 17       | +9       | 39       | 3        | 0        | 2        | Бронза   |
| Всего в Первой лиге, МХЛ | Всего в Первой лиге, МХЛ |       | 97               | 42               | 36               | 78               | --               | 132              | -                | -                | -                | 1/7              | 11       | 2        | 6        | 8        | +8       | 18       | 1        | 0        | 0        | Чемпион  |
| Всего в Карьере          | Всего в Карьере          |       | 350              | 105              | 102              | 207              | --               | 291              | >16              | >1               | >10              | --               | 36       | 12       | 13       | 25       | +17      | 57       | 4        | 0        | 2        | --       |